# Oxyrrhynchium selaginellifolium
Oxyrrhynchium selaginellifolium là một loài Rêu trong họ Brachytheciaceae. Loài này được (Müll. Hal.) Wynns mô tả khoa học đầu tiên năm 2009.